# تریرشاید
تریرشاید (به آلمانی: Trierscheid) یک شهر در آلمان است که در اهرویلر واقع شده‌است. تریرشاید ۶۱ نفر جمعیت دارد.